# Campylocheta dentifera
Campylocheta dentifera là một loài ruồi trong họ Tachinidae.